# (22298) 1990 EJ
(22298) 1990 EJ est un astéroïde de la ceinture principale d'astéroïdes découvert en 1990.

## Description
(22298) 1990 EJ a été découvert le 2 mars 1990 à Kushiro (Japon) par Seiji Ueda et Hiroshi Kaneda.

### Caractéristiques orbitales
L'orbite de cet astéroïde est caractérisée par un demi-grand axe de 3,10 UA, un périhélie de 2,60 UA, une excentricité de 0,16 et une inclinaison de 8,86° par rapport à l'écliptique. Du fait de ces caractéristiques, à savoir un demi-grand axe compris entre 2 et 3,2 UA et un périhélie supérieur à 1,666 UA, il est classé, selon la JPL Small-Body Database, comme objet de la ceinture principale d'astéroïdes.

### Caractéristiques physiques
(22298) 1990 EJ a une magnitude absolue (H) de 12,5 et un albédo estimé à 0,185.